# Виртус (футбольный клуб)
«Виртус» — сан-маринский футбольный клуб из города Аккуавива.

## История
Клуб был основан в 1964 году. В 1988 году клуб выиграл свой первый трофей — Trofeo Federale (с 2012 года заменённый на Суперкубок Сан-Марино по футболу).
Клубные цвета — зелёный и чёрный.
С 2021 по 2022 год в составе команды выступал украинский футболист Александр Таджибаев.
В 2023 году клуб одержал победы в кубке и суперкубке страны, а в 2024 году «Виртус» впервые стал чемпионом Сан-Марино.

## Достижения
- Чемпионат Сан-Марино (1): 2023/2024
- Trofeo Federale (1): 1988
- Кубок Сан-Марино (1): 2023
- Суперкубок Сан-Марино (1): 2023